# Gudja
Gudja, közismertebb máltai nevén Bir Miftuħ (nyitott kút) Málta egyik helyi tanácsa, a nagy sziget keleti oldalán egy dombtetőn áll. Lakossága 2901 fő. Hivatalos neve az olasz Gudia névből származik.

## Története
Egyike Málta 1436-ban említett 12 plébániájának. Akkori plébániatemploma ma is áll. Az új templom 1666-ban készült el Tumas Dingli tervei alapján. Az akkori egyházközség helyén azóta egy sor település jött létre: Safi, Kirkop, Ħal Farruġ, Luqa, Mqabba, Birżebbuġa, Tarxien, utóbbiból később még kivált Fgura, Santa Luċija és Paola.
1994 óta Málta egyik helyi tanácsa.

## Önkormányzata
Gudját öttagú helyi tanács irányítja. A jelenlegi, 7. tanács 2013 márciusában lépett hivatalba, 3 munkáspárti és 2 nemzeti párti képviselőből áll.
Polgármesterei:
- Anġlu Agius (1994-1997)
- John Mary Calleja (Munkáspárt, 1997-)

## Nevezetességei
- Az új plébániatemplom: Málta egyetlen háromtornyú temploma
- Középkori plébániatemplom
- Palazzo d’Aurel: Tornyát a johanniták építtették
- Palazzo Bettina: a hagyomány szerint Napóleon itt szállt meg máltai tartózkodása idején

## Ünnepei
- Mária mennybevétele (augusztus 15.)
- Rózsafűzér Királynéja (október 1. vasárnapja)
- Vigasztaló Boldogasszony (október utolsó vasárnapja)

## Kultúra
Band clubjai:
- Għaqda Mużikali Marija Assunta
- Soċjetà Filarmonika La Stella

## Sport
Sportegyesületei:
- Atlétika: St. Patrick’s Athlectic Club
- Darts: Darts Committee
- Labdarúgás: Gudja United FC

## Közlekedése
A máltai nemzetközi repülőtér közvetlen közelében fekszik, autóval a repülőtérhez vezető utakon át jól megközelíthető.
Buszjáratai (2011. július 3 után):
- 135 (Repülőtér-Marsaskala)
- N81 (éjszakai, San Ġiljan-Repülőtér)